# Veton Tusha
Veton Tusha (ur. 29 grudnia 2002 w Kačaniku) – kosowski piłkarz występujący na pozycji napastnika w KF Drita Gnjilane.

## Kariera klubowa
Grę w piłkę nożną rozpoczął w wieku 6 lat w akademii klubu AF New Star z rodzinnego Kačaniku. Latem 2016 roku wraz z trzema innymi zawodnikami odbył testy w Odense Boldklub. W 2017 roku przeniósł się do szkółki SF Arsenal z Prisztiny. Na początku 2018 roku przeszedł do Wardaru Skopje (1. MFL), gdzie występował w drużynach młodzieżowych.
Na początku 2021 roku, po odbyciu testów, podpisał profesjonalny kontrakt z tureckim klubem Denizlispor. 20 stycznia zadebiutował w Süper Lig w przegranym 1:6 meczu z Galatasaray SK, w którym zdobył bramkę 3 minuty po wejściu na boisko. 12 kwietnia strzelił swojego drugiego gola w tureckiej ekstraklasie w spotkaniu przeciwko Alanyasporowi (2:3). Łącznie w sezonie 2020/21 rozegrał 11 meczów (wszystkie w niepełnym wymiarze czasowym) i zdobył 2 bramki, a jego zespół zajął ostatnie miejsce w tabeli i spadł do TFF 1. Lig. W lutym 2022 roku odszedł z drużyny za porozumieniem stron i podpisał trzyletnią umowę z Bruk-Bet Termalicą Nieciecza prowadzoną przez Radoslava Látala. 19 lutego zadebiutował w Ekstraklasie w spotkaniu z Legią Warszawa (0:0), w którym wszedł na boisko w 82. minucie za Samuela Štefánika. W rundzie wiosennej sezonu 2021/22 zaliczył łącznie 3 ligowe występy, po czym opuścił klub.
We wrześniu 2022 roku podpisał trzyletni kontrakt z mistrzem Kosowa KF Ballkani. 2 października 2022 zadebiutował w Superliga e Kosovës w wygranym 2:0 meczu z KF Gjilani. 11 lutego 2023 strzelił swoją pierwszą bramkę w kosowskiej ekstraklasie w spotkaniu przeciwko FC Malisheva (4:2). W styczniu 2023 roku zdobył Superpuchar Kosowa po pokonaniu 1:0 KF Llapi. W sezonie 2022/23 rozegrał łącznie 14 meczów, w których strzelił 1 gola i wywalczył ze swoim klubem mistrzostwo kraju. W lipcu 2023 roku po raz pierwszy zagrał w europejskich pucharach w spotkaniu z Łudogorcem Razgrad (2:0) w kwalifikacjach Ligi Mistrzów 2023/24. W tej samej edycji awansował z KF Ballkani do fazy grupowej Ligi Konferencji, co było pierwszym występem kosowskiego klubu w tej fazie europejskich rozgrywek.
Latem 2023 roku Tusha został zawodnikiem Dinamo City. 27 sierpnia 2023 zaliczył pierwszy występ w Kategoria Superiore w meczu przeciwko KF Tirana, przegranym 2:3.

## Kariera reprezentacyjna
W listopadzie 2017 roku Tusha rozegrał 4 spotkania towarzyskie w reprezentacji Kosowa U-16, w których zdobył 2 gole. W latach 2018–2019 zanotował 3 mecze w kadrze U-17 w kwalifikacjach Mistrzostw Europy 2019. W 2019 roku wystąpił trzykrotnie w zespole U-19 podczas eliminacji Mistrzostw Europy 2020. 8 czerwca 2021 zadebiutował w reprezentacji U-21 w meczu z Andorą (2:0) w eliminacjach Mistrzostw Europy 2023.

## Sukcesy
KF Ballkani
- mistrzostwo Kosowa: 2022/23
- Superpuchar Kosowa: 2022